# Sonata Arctica
Sonata Arctica je metalová skupina pocházející z Finska, která byla založena v roce 1996 ve městě Kemi.

## Historie
V roce 1996 založili Tony Kakko, Jani Liimatainen, Marko Paasikoski, Tommy Portimo a Pentti Peura hard rockovou skupinu s názvem Tricky Beans, kterou o rok později (1997) přejmenovali na Tricky Means. Až v roce 1999, kdy se hraný styl již zcela přeměnil v metal, dostala skupina své dnešní jméno Sonata Arctica. Od té doby se tato kapela začala prosazovat na power metalové scéně a dnes patří mezi nejžádanější seskupení tohoto stylu.

### Tricky Beans, Tricky Means (1996–1999)
Pod názvem Tricky Beans vydala skupina tři dema (Friend 'till the End, Agre Pamppers, PeaceMaker), která však nebyla nikdy studiově nahrána. Když se v roce 1997 název skupiny změnil na Tricky Means, Marko Paasikoski opustil kapelu, jejíž projev se již začal měnit směrem k power metalu.
Tricky Means začali používat jednoduché rytmy doprovázející čistý tenorový zpěv Tonyho Kakka. Melodičnost celkového projevu, díky které je dnes Sonata Arctica někdy řazena i pod symphonic metal, byla zásluhou taktéž Tonyho Kakka jakožto klávesisty. K této proměně vedl kapelu, jak říká Tony Kakko, především vliv finské skupiny Stratovarius.
V roce 1999 Tricky Means nahráli demo FullMoon, které je považováno za jejich první opravdu metalovou nahrávku. Toto demo vzniklo v Tico Tico Studios, odkud se dostalo i k Spinefarm Records.

### Sonata Arctica (1999- )
V roce 1999 skupina vydala svůj první singl UnOpened, který se ve Finsku setkal s velmi pozitivním ohlasem.[zdroj?] Koncem tohoto roku Sonata vydala své debutové album Ecliptica, které díky úspěchům dema FullMoon vyšlo po celém světě.
Tony Kakko se rozhodl věnovat se pouze zpěvu, a do kapely tak vstupuje Mikko Härkin, který po něm převzal klávesy.
V roce 2000 Sonata Arctica doprovázela proslulou power metalovou skupinu Stratovarius na jejím evropském turné. Po návratu domů kapelu opustil Janne Kivilahti, jehož nahradil navrátivší se Marko Paasikoski.
Od konce roku 2000 Sonata pracovala na svém dalším albu Silence, které vyšlo v červnu 2001. Kapela podnikla turné po Evropě, tentokrát s kapelou Gamma Ray, a zavítala i do Japonska. Z japonské části turné tentýž rok vyšlo live album Songs of Silence. O rok později (2002) Sonata Arctica poprvé koncertovala v jižní Americe, konkrétně v Brazílii a Chile.
Třetí album s názvem Winterheart's Guild vyšlo v roce 2003. Již předtím však kapelu opustil klávesista Mikko Härkin, a tak na tomto albu hraje veškerá sóla Jens Johansson hostující ze skupiny Stratovarius, zatímco Tony Kakko nahrál ostatní jednodušší části. Při hledání nového klávesisty si členové kapely vybírali mezi dvěma muzikanty, ze kterých nakonec přijali Henrika Klingenberga, poté co s oběma strávili noc v jednom z barů v Kemi, aby oba kandidáty blíže poznali.[zdroj?]
V únoru roku 2004 si Sonatu Arcticu vybrali Iron Maiden jako předkapelu pro jejich japonské turné. V říjnu tohoto roku skupina vydala své již celkově páté, studiové čtvrté album Reckoning Night, kterého se prodalo již přes 100 000 kopií[zdroj?]. Koncem tohoto roku dostala kapela jedinečnou nabídku od Nightwish, aby se zúčastnila jako speciální host jejich turné po Evropě. Tuto nabídku skupina přijala, přičemž tak byla nucena zrušit své plánované koncerty, které měly tradičně následovat vydání nové desky.
Začátkem roku 2005 Sonata odstartovala další japonské turné, ze kterého později vydala své první a zatím i jediné DVD For the Sake of Revenge. O rok později kapela vystoupila celkem devětadvacetkrát v severní Americe, kde měla již předchozího roku znovu doprovázet Nightwish, ale toto turné bylo zrušeno.
Na podzim 2006 začala Sonata Arctica pracovat na svém šestém albu Unia, které spatřilo světlo světa 25. května 2007. Na koncertech, které následovaly, se již objevuje nová postava v sestavě kapely – Elias Viljanen, který dočasně nahradil kytaristu Janiho Liimatainena. V této sestavě se Sonata kromě domácích vystoupení vydala do Japonska, Mexika, USA a Kanady.

## Diskografie

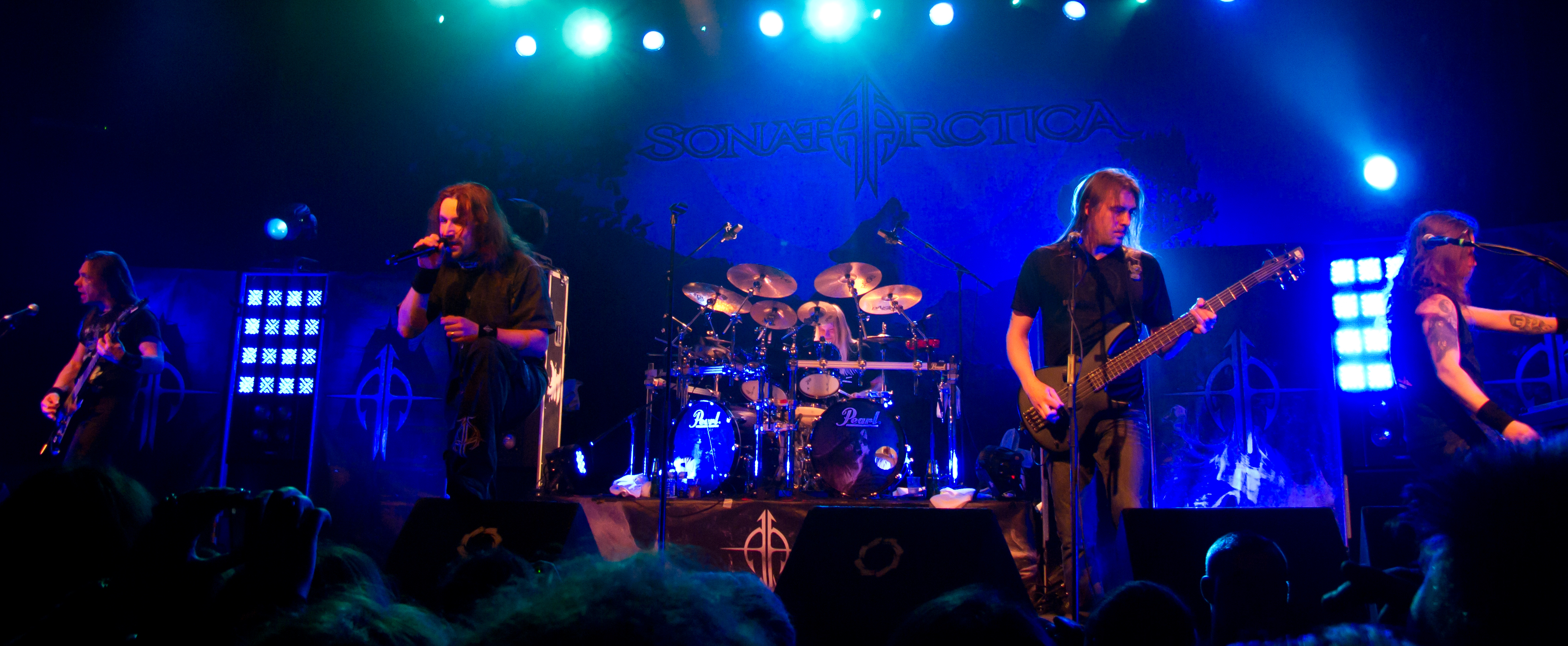
Sonata Arctica v 2011.

### Alba
- Ecliptica (1999)
- Silence (2001)
- Winterheart's Guild (2003)
- Reckoning Night (2004)
- Unia (2007)
- The Days of Grays (2009)
- Stones Grow Her Name (2012)
- Pariah's Child (2014)
- The Ninth Hour (2016)
- Talviyö (2019)
- Acoustic Adventures – Volume One (2022)
- Acoustic Adventures – Volume Two (2022)
- Clear Cold Beyond (2024)

### Koncertní alba
- Songs of Silence (2002)
- For the Sake of Revenge (2006)
- Live in Finland (2011)

### Singly
- Unopened (1999)
- Wolf & Raven (2001)
- Last Drop Falls (2001)
- Victoria's Secret (2003)
- Broken (2003)
- Don't Say A Word (2004)
- Shamandalie (2004)
- Replica 2006 (2006)
- Paid In Full (2007)
- Flag In The Ground (2009)
- I Have a Right (2012)
- Shitload of Money (2012)
- Cloud Factory (2013)
- Alone in Heaven (2013)
- The Wolves Die Young (2014)
- Christmas Spirits (2015)
- Closer to an Animal (2016)
- Life (2016)
- A Little Less Understanding (2019)
- Cold (2019)
- The Rest Of The Sun Belongs To Me (2021)
- First in Line (2023)
- A Monster Only You Can’t See (2023)

### EP
- Successor (2000)
- Orientation (2001)
- Takatalvi (2003)
- Don't Say a Word (2004)

### DVD
- For the Sake of Revenge (2006)
- Live in Finland (2011)